# Timočka Krajina

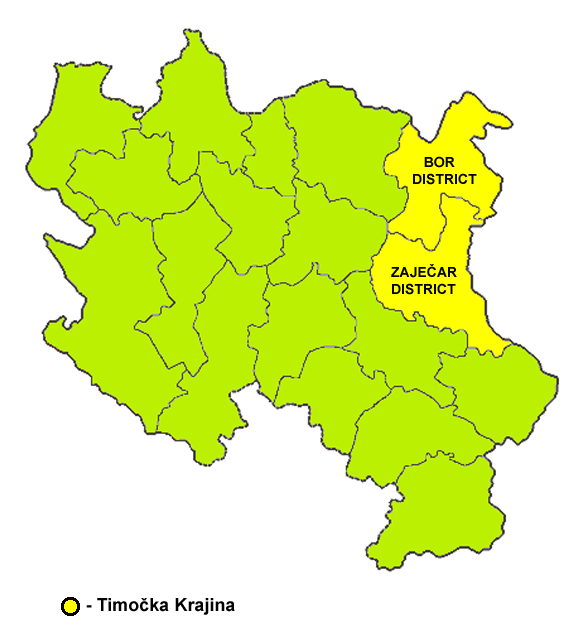
Timočka Krajina

Timočka Krajina (kyrilliska: Тимочка Крајина) är en geografisk region i östra Serbien runt floden Timok. Området omfattar distrikten Zaječar och Bor och har 284 112 invånare (2002).

## Kommuner
- Zaječar
- Bor
- Negotin
- Knjaževac
- Sokobanja
- Kladovo
- Boljevac
- Majdanpek

## Demografi
- Serber - 243 148 (86%)
- Valaker - 22 636 (8%)
- Romer - 2 723 (1%)
- Rumäner - 968

## Språk
I området talas av tradition torlakdialekten som är en serbisk dialekt men den ger allt mer vika för den standardiserade serbiskan. Valakernas språk liksom rumänska, som talas av minoriteterna, är östromanska språk.

## Ekonomi
Området är rikt på koppar- och guldminor, särskilt i Bor- och Majdanpektrakten. Regionen är även en av sju huvudregioner för vinodling i Serbien.